# Le Devoir (film, 1917)
Pour les articles homonymes, voir Le Devoir (homonymie).
 (juillet 2025).
Pour plus de détails, voir Fiche technique et Distribution.
Le Devoir est un film muet français réalisé par Léonce Perret, sorti en 1917.

## Fiche technique
- Titre : Le Devoir
- Réalisation : Léonce Perret
- Scénario :
- Photographie : Georges Specht
- Société de production : Société des Etablissements L. Gaumont
- Pays de production :  France
- Format : Noir et blanc — 35 mm — 1,33:1 — Muet
- Genre : Film dramatique
- Métrage :
- Durée :
- Date de sortie :
  - France : 29 juin 1917

## Distribution
- Émile Keppens : Le professeur Barclay
- Paul Guidé : Le docteur Pierre Roland
- Marthe Lenclud : Hélène Barclay
- Berthe Jalabert : Madame Barclay mère